# Зон, Карл Фердинанд

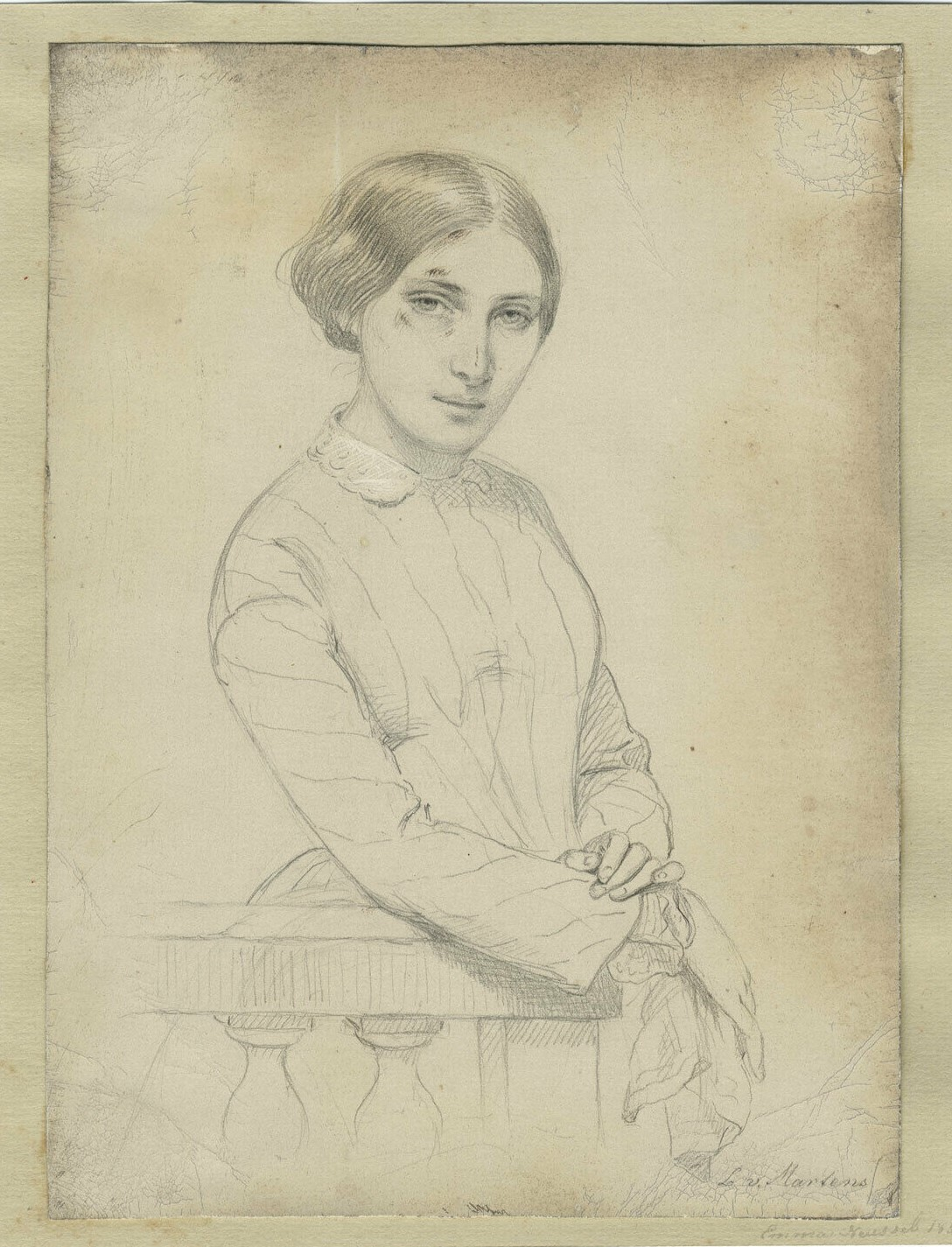
Луиза фон Мартенс рисовала Эмму Элвин, когда обеим женщинам было около двадцати лет. Как и целый ряд других молодых женщин, они были ученицами Сона, который активно занимался продвижением молодых художниц. - Этот портрет Эммы Элвин (частная коллекция в Германии), вероятно, единственное сохранившееся изображение художницы.

Карл Фердина́нд Зон (нем. Karl Ferdinand Sohn; 10 декабря 1805, Берлин — 25 ноября 1867, Кёльн) — немецкий живописец, автор исторических картин и портретист, один из основоположников дюссельдорфской школы.

## Биография
Учился в Берлинской академии, потом в частной мастерской Вильгельма Шадова и, вместе с ним в 1826 г. переселился в Дюссельдорф. Совершив поездку в Нидерланды и проведя некоторое время в Италии, вернулся в Дюссельдорф и получил в 1833 г. место профессора в местной академии, которое и занимал до конца своей жизни. Таким образом он стал одним из основателей дюссельдорфской живописной школы, которому обязано своим развитием большинство современных ему представителей.
Одним из учеников Зона в Дюссельдорфе был известный художник, соединивший в своем творчестве черты романтизма и раннего символизма, племянник философа Людвига Фейербаха — Ансельм Фейербах (Anselm Feuerbach, 12 сентября 1829 — 4 января 1880).
Красота и округлённость композиции, правильность и выразительность рисунка и элегантность кисти — главные достоинства его картин, высоко ценившихся в своё время. Краски его не отличаются особой теплотой и блеском, но весьма гармоничны и дают в высшей степени пластическое впечатление. Из лучших его произведений в историческом роде можно назвать: «Ринальдо и Армиду» (1827), «Гиласа, увлекаемого нимфами в воду» (1829; в Берлинском национальном музее), «Двух Леонор» (1834), «Ромео и Джульетту» (1836) и «Лорелею» (1853). Тонкая характеристика изображаемых физиономий и удивительное изящество исполнения — отличительные качества портретов работы этого художника.
В последние годы жизни Зон предпочитал в творчестве чувственный натурализм, который выражал в многочисленных женских портретах.
У Карла Фердинанда Зона было два сына, которые тоже стали художниками — Пауль Эдуард Рихард Зон (1834—1912) и Карл Рудольф Зон (Carl Rudolph Sohn, 1845—1908), известный также, как Карл Зон — младший. Его племянник и ученик Вильгельм Зон (1830—1899) также был известным художником. Его дочь Мария (1841—1893) стала женой немецкого живописца Карла Хоффа.
В числе его известных учеников Гуннар Бриньольф Веннерберг.

## Работы
Работы Зона находятся в коллекциях музеев Германии: в Бонне, Кёльне, Дюссельдорфе, Франкфурте, Карлсруэ, Лейпциге, Мангейме, и в музеях Европы – в Калининграде, Лиссабоне, Экс-ла-Шапеле, Осло и Познани.